# 8 Pomorski Pułk Artylerii Lekkiej (PSZ)
8 Pomorski Pułk Artylerii Lekkiej od 3 IX 1945 roku jako 16 Pułk Artylerii Lekkiej (8 pal) – oddział artylerii lekkiej Polskich Sił Zbrojnych.
6 stycznia 1945 roku na podstawie rozkazu dowódcy Artylerii 2 Korpusu Polskiego, gen. bryg. Romana Odzierzyńskiego został utworzony 8 Pomorski Pułk Artylerii Lekkiej. 

## Formowanie i zmiany organizacyjne

Oznaka rozpoznawcza dywizji

8 pułk artylerii lekkiej Polskich Sił Zbrojnych po raz pierwszy formowano w styczniu 1942 roku w Polskich Siłach Zbrojnych w ZSRR w ramach 8 DP. Rozwiązano go w Palestynie w dniu 14 czerwca 1942 roku.  
Po raz drugi 8 pułk artylerii lekkiej został sformowany w październiku-listopadzie 1942 roku w Chanaquin. Dowódcą pułku był ppłk Jan Giełgud-Axentowicz, zastępca dowódcy mjr Julian Królikiewicz. 8 pułk artylerii lekkiej był organizowany z kadry i nadwyżek osobowych 7 pal, baterii artylerii 22 i 23 pułków piechoty 7 DP i 200 szeregowych z 5 pal. Wchodził w skład Artylerii Dywizyjnej 5 Wileńskiej Dywizji Piechoty, otrzymał broń i sprzęt bojowy, prowadził intensywne szkolenie. W wyniku kolejnej reorganizacji Armii Polskiej na Wschodzie, w tym 5 WDP z dniem 11 marca 1943 roku 8 pułk artylerii lekkiej został rozwiązany. Jego III dywizjon wcielony został do 4 pal, 174 żołnierzy przekazano do 5 pal, część uzupełniła 7 i 9 pal, natomiast organa kwatermistrzowskie i część łącznościowców i innych żołnierzy weszła w skład 1 pułku pomiarów artylerii.
Z dniem 9 stycznia 1945 roku przystąpiono po raz trzeci do formowania 8 pułku artylerii lekkiej w San Domenico w południowych Włoszech. Pierwszym dowódcą i organizatorem pułku był mjr Antoni Pajdo, który 25 marca 1945 roku przekazał dowodzenie ppłk. Juliuszowi Możdżeniowi. Do pułku wcielono byłych żołnierzy niemieckich wziętych do niewoli przez Aliantów, którzy podali się za Polaków. Wszyscy dobrze władali językiem polskim i pochodzili z Pomorza oraz ze Śląska. Wcielono również po zakończeniu działań wojennych pewną liczbę żołnierzy Armii Krajowej z oswobodzonych niemieckich oflagów. Pod koniec marca pułk został ukompletowany w całości i w pełni uzbrojony i wyposażony. 10 kwietnia 1945 roku 8 pułk artylerii lekkiej wraz z 16 Pomorską kompanią saperów został wyłączony ze zgrupowania 16 Pomorskiej Brygady Piechoty i włączony w skład wojsk 2 KP. W trakcie domarszu pułku w kierunku frontu zakończyły się działania bojowe 2 KP w okolicach Bolonii.

Pułk składał się z trzech dwubateryjnych dywizjonów. Każda bateria była uzbrojona w cztery 25-funtowe armatohaubice (kalibru 87,6 mm) ciągnione o trakcji motorowej. 

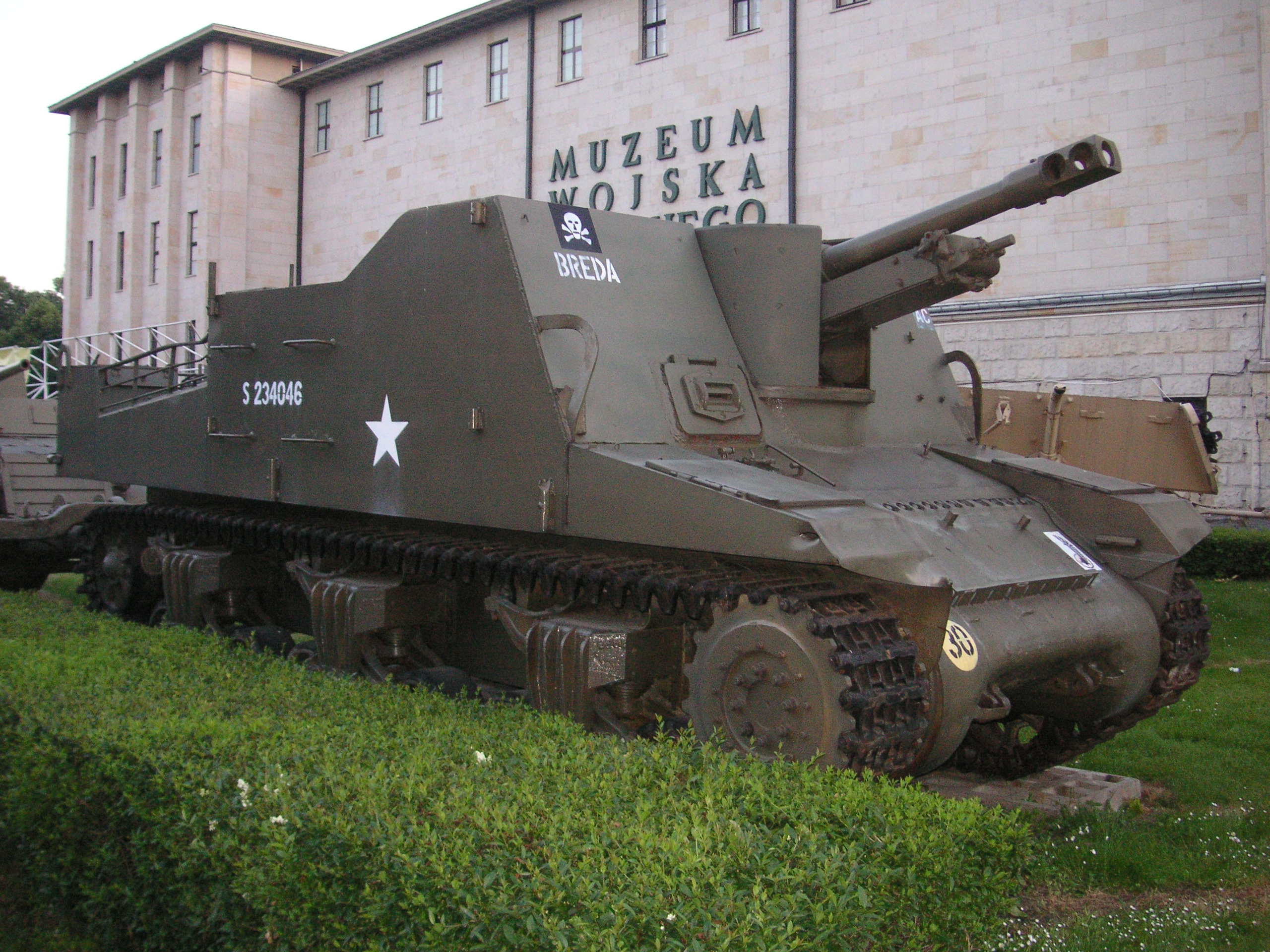
Sexton

Pułk był przeznaczony dla formującej się 2 Warszawskiej Dywizji Pancernej i w pierwszym okresie wchodził w skład zgrupowania 16 Pomorskiej Brygady Piechoty. Nie wziął już jednak udziału w działaniach wojennych. 15 sierpnia 1945 roku uczestniczył w wielkiej defiladzie 2 DPanc pod Loreto.
3 września 1945 roku rozkazem nr 43 dowódcy 2 Korpusu Polskiego pułk został przemianowany na 16 Pułk Artylerii Lekkiej. 18 maja 1946 jego dowódcą został ppłk Ludwik Sawicki. Do lata 1946 roku jednostka przeszła pełne przeszkolenie. W czerwcu–lipcu musiano przekazać sprzęt bojowy władzom brytyjskim. Po przeniesieniu do Wielkiej Brytanii i włączeniu w skład Polskiego Korpusu Przysposobienia i Rozmieszczenia, od 11 stycznia 1947 roku obowiązki dowódcy pułku pełnił mjr Henryk Ostrowski. W lutym 1947 roku, po połączeniu z 7 Pułkiem Artylerii Konnej, 16 Pomorski Pułk Artylerii Lekkiej przestał istnieć jako samodzielny oddział ewidencyjno-gospodarczy. Nowa jednostka otrzymała bowiem nazwę 7/16 Pułk Artylerii Konnej.

## Dowódcy 8 i 16 Pomorskiego pułku artylerii lekkiej
Dowódcy pułku
- mjr (ppłk) Antoni Pajdo (1945)
- ppłk Juliusz Możdżeń (1945–1946)
- ppłk Ludwik Sawicki (1946–1947)
- mjr Henryk Ostrowski (p.o. 1947)

Zastępca dowódcy pułku
- mjr Henryk Ostrowski